# Bipedidae
Bipedidae је фамилија црволиких гуштера која укључује савремени род Bipes са четири мексичке врсте као и изумрли монотипски род Anniealexandria. Филогенетске анализе указују да је ова фамилија најсроднија с Blanidae.